# Monete euro vaticane
     Zona euro
     UE appartenenti agli AEC II
     UE appartenenti agli AEC II con deroga
     UE non appartenenti agli AEC II
     Non UE che usano bilateralmente l'euro
     Non UE che usano unilateralmente l'euro
Le monete euro vaticane sono le monete in euro coniate dalla Città del Vaticano tramite l'Istituto Poligrafico e Zecca dello Stato di Roma. Finora sono state emesse cinque serie differenti di monete.
Gli euro della Città del Vaticano (insieme a quelli del Principato di Monaco, di Andorra e di San Marino) rappresentano una particolarità nell'ambito del Sistema Monetario europeo, avendo accordi bilaterali con gli stati confinanti. Infatti, pur non facendo parte dell'Unione europea, la Città del Vaticano è stata autorizzata ad utilizzare l'euro come valuta ufficiale, dato che, prima, utilizzava la lira italiana. La lira vaticana e la lira sammarinese venivano anch'esse utilizzate come valuta a corso legale. Con l'adozione da parte dell'Italia dell'euro, anche gli euro della Città del Vaticano sono entrati in circolazione, diventando rapidamente estremamente ricercati da parte dei collezionisti di monete, dato il numero limitato di serie coniate.
A partire dal 23 luglio 2010, in seguito all'accordo firmato con l'Unione europea nel 2009, lo Stato della Città del Vaticano ha cominciato a emettere un numero maggiore di monete da 0,50 €, che vengono distribuite all'interno dei negozi vaticani (farmacia, musei, stazione ferroviaria, poste), nell'ottica di destinare alla circolazione il 51% di tutta la produzione monetaria.

## Faccia nazionale

### 1ª serie - Papa Giovanni Paolo II (2002-2005)
La prima versione degli euro vaticani; emessi solamente tramite starter kit e divisionali, mostrano sulla faccia nazionale l'effigie di papa Giovanni Paolo II, con intorno la scritta "CITTÀ DEL VATICANO" e le dodici stelle della bandiera dell'Unione europea.
| € 0,01                            | € 0,02                            | € 0,05                                                                                                  |
| --------------------------------- | --------------------------------- | --- |
|                                   |                                   | |
| Effigie di papa Giovanni Paolo II |                                   | |
| € 0,10                            | € 0,20                            | € 0,50                                                                                                  |
|                                   |                                   | |
| Effigie di papa Giovanni Paolo II |                                   | |
| € 1,00                            | € 2,00                            | Bordo 2 euro                                                                                            |
|                                   |                                   | |
| Effigie di papa Giovanni Paolo II | Effigie di papa Giovanni Paolo II | La sequenza "2 *" ripetuta sei volte e alternativamente capovolta, dove "*" è sostituito da una stella. |

### 2ª serie - Sede vacante (2005)
In seguito alla morte di Giovanni Paolo II, il Vaticano ha emesso una serie divisionale in 60 000 pezzi per commemorare la sede vacante, il periodo in cui, dopo la morte del papa, i cardinali votano per eleggere il nuovo sovrano dello Stato della Città del Vaticano.
La serie comprende tutti gli 8 valori aventi sul dritto le previste caratteristiche tecniche, uguali per tutti i paesi aderenti all'euro. Nel rovescio di tutte le monete è raffigurato lo stemma dell'allora Cardinale Camerlengo, Eduardo Martínez Somalo, e quello della Camera Apostolica (chiavi decussate sormontate da un padiglione), le scritte "CITTÀ DEL VATICANO" e "SEDE VACANTE MMV" e le dodici stelle della bandiera dell'Unione europea.
| € 0,01                                                    | € 0,02                                                    | € 0,05                                                                                                  |
| --------------------------------------------------------- | --------------------------------------------------------- | --- |
|                                                           |                                                           | |
| Stemmi del Cardinale Camerlengo e della Camera Apostolica |                                                           | |
| € 0,10                                                    | € 0,20                                                    | € 0,50                                                                                                  |
|                                                           |                                                           | |
| Stemmi del Cardinale Camerlengo e della Camera Apostolica |                                                           | |
| € 1,00                                                    | € 2,00                                                    | Bordo 2 euro                                                                                            |
|                                                           |                                                           | |
| Stemmi del Cardinale Camerlengo e della Camera Apostolica | Stemmi del Cardinale Camerlengo e della Camera Apostolica | La sequenza "2 *" ripetuta sei volte e alternativamente capovolta, dove "*" è sostituito da una stella. |

### 3ª serie - Papa Benedetto XVI (2006-2013)
Il 27 aprile 2006 è stata emessa la terza serie di monete euro vaticane. La faccia nazionale raffigura l'effigie del nuovo papa Benedetto XVI, Sovrano dello Stato della Città del Vaticano, la scritta "CITTA' DEL VATICANO" e le dodici stelle della bandiera dell'Unione europea.
Nel 2010 la Città del Vaticano ha coniato oltre 2 milioni di pezzi da 50 centesimi da mettere in circolazione: si è trattato della prima moneta in euro vaticana emessa ufficialmente in circolo.
| € 0,01                        | € 0,02                        | € 0,05                                                                                                  |
| ----------------------------- | ----------------------------- | --- |
|                               |                               | |
| Effigie di papa Benedetto XVI |                               | |
| € 0,10                        | € 0,20                        | € 0,50                                                                                                  |
|                               |                               | |
| Effigie di papa Benedetto XVI |                               | |
| € 1,00                        | € 2,00                        | Bordo 2 euro                                                                                            |
|                               |                               | |
| Effigie di papa Benedetto XVI | Effigie di papa Benedetto XVI | La sequenza "2 *" ripetuta sei volte e alternativamente capovolta, dove "*" è sostituito da una stella. |

### 4ª serie - Papa Francesco (2014-2016)
L'8 ottobre 2013, con un'intervista a RomeReports TV, il Direttore dell'Ufficio Filatelico e Numismatico del Vaticano ha mostrato per la prima volta le immagini della quarta serie di monete euro vaticane, realizzata dopo la rinuncia all'ufficio di romano pontefice da parte di Benedetto XVI fatta nel mese di febbraio. La faccia nazionale raffigura l'effigie del nuovo papa Francesco, sovrano dello Stato della Città del Vaticano, la scritta "CITTA' DEL VATICANO" e le dodici stelle della bandiera dell'Unione europea; a differenza delle monete delle serie precedenti, il pontefice appare in diverse angolazioni sulle monete da 1 e 2 euro, 50, 20 e 10 centesimi e 5, 2 e 1 centesimo.
| € 0,01                               | € 0,02                    | € 0,05                                                                                                  |
| ------------------------------------ | ------------------------- | --- |
|                                      |                           | |
| Effigie di profilo di papa Francesco |                           | |
| € 0,10                               | € 0,20                    | € 0,50                                                                                                  |
|                                      |                           | |
| Effigie di papa Francesco            |                           | |
| € 1,00                               | € 2,00                    | Bordo 2 euro                                                                                            |
|                                      |                           | |
| Effigie di papa Francesco            | Effigie di papa Francesco | La sequenza "2 *" ripetuta sei volte e alternativamente capovolta, dove "*" è sostituito da una stella. |

### 5ª serie - Stemma di Papa Francesco (2017 - 2025)

Lo stemma di Papa Francesco

Nell'aprile 2016 Papa Francesco espresse il desiderio di non essere più raffigurato sulle monete. A partire da marzo 2017, quindi, è stata introdotta una nuova serie di monete.
I disegni rappresentano lo stemma del Sovrano dello Stato della Città del Vaticano, papa Francesco. Il marchio della zecca «R» e l’anno di emissione «2017» figurano rispettivamente in basso a sinistra e in basso a destra.
Sull'anello esterno della moneta figurano le 12 stelle della bandiera dell'Unione europea.
L’incisione sul taglio della moneta da 2 EUR è: 2 *, ripetuti sei volte, a orientazione alternata dal basso in alto e dall’alto in basso.
| € 0,01                   | € 0,02                   | € 0,05                                                                                                  |
| ------------------------ | ------------------------ | --- |
|                          |                          | |
| Stemma di Papa Francesco |                          | |
| € 0,10                   | € 0,20                   | € 0,50                                                                                                  |
|                          |                          | |
| Stemma di Papa Francesco |                          | |
| € 1,00                   | € 2,00                   | Bordo 2 euro                                                                                            |
|                          |                          | |
| Stemma di Papa Francesco | Stemma di Papa Francesco | La sequenza "2 *" ripetuta sei volte e alternativamente capovolta, dove "*" è sostituito da una stella. |

## La questione della sede vacante
La Commissione europea ha emesso una raccomandazione in data 19 dicembre 2008, una linea guida comune per le facce nazionali e l'emissione di monete in euro destinate alla circolazione. Una sezione di questa raccomandazione prevede che:
Articolo 5. Modifiche alle facce nazionali delle monete euro regolari destinate alla circolazione:
"... le immagini utilizzate per le facce nazionali delle monete euro destinate alle circolazione nei tagli in euro e in centesimi non dovrebbero essere modificate, tranne nei casi in cui il Capo dello Stato riportato su una moneta cambi ... Una vacanza temporanea o l'occupazione provvisoria delle funzioni del Capo dello Stato non dovrebbe dare il diritto di cambiare le facce nazionali delle monete euro nazionali destinate alla circolazione."
Ciò significa che in futuro non vi saranno più serie di monete euro regolari per la Sede Vacante, come invece era accaduto nel 2005, ferma restando la possibilità di emettere serie commemorative per l'evento (in genere monete d'oro o d'argento), che abbiano valore legale solo nella Città del Vaticano. Anche l'emissione di una moneta commemorativa da 2 euro dedicato alla Sede Vacante è possibile: in particolare, il regolamento UE del 4 luglio 2012, all'articolo 4, consente l'emissione di una moneta commemorativa nel caso in cui vi sia una vacanza nella carica del Capo di Stato, anche se siano già state emesse le due monete commemorative consentite annualmente, purché si rispettino i limiti di volume previsti: ciò è difatti avvenuto nel 2013, dopo la rinuncia all'ufficio di romano pontefice di Benedetto XVI, quando è stata coniata una moneta commemorativa con lo stemma del cardinale Tarcisio Bertone.

## Quantità monete coniate
| Monetazione Papa Giovanni Paolo II | Monetazione Papa Giovanni Paolo II | Monetazione Papa Giovanni Paolo II | Monetazione Papa Giovanni Paolo II | Monetazione Papa Giovanni Paolo II | Monetazione Papa Giovanni Paolo II | Monetazione Papa Giovanni Paolo II | Monetazione Papa Giovanni Paolo II | Monetazione Papa Giovanni Paolo II | Monetazione Papa Giovanni Paolo II      | Monetazione Papa Giovanni Paolo II | Monetazione Papa Giovanni Paolo II |
| | Divisionali FDC                    | Divisionali FS                     | Circolanti Coincard                | € 0,01                             | € 0,02                             | € 0,05                             | € 0,10                             | € 0,20                             | € 0,50                                  | € 1,00                             | € 2,00                             |
| --- | ---------------------------------- | ---------------------------------- | ---------------------------------- | ---------------------------------- | ---------------------------------- | ---------------------------------- | ---------------------------------- | ---------------------------------- | --------------------------------------- | ---------------------------------- | ---------------------------------- |
| 2002 | 65.000                             | 9.000                              | Circolanti                         | 2.000 (*)                          | 2.000 (*)                          | 2.000 (*)                          | 2.000 (*)                          | 2.000 (*)                          | 2.000 (*)                               | 2.000 (*)                          | 2.000 (*)                          |
| 2003 | 65.000                             | 13.000                             | Circolanti                         | *                                  | *                                  | *                                  | *                                  | *                                  | *                                       | *                                  | *                                  |
| 2004 | 85.000                             | 16.000                             | Circolanti                         | *                                  | *                                  | *                                  | *                                  | *                                  | *                                       | *                                  | *                                  |
| 2005 | 85.000                             | 16.000                             | Circolanti                         | *                                  | *                                  | *                                  | *                                  | *                                  | *                                       | *                                  | *                                  |
| Monetazione Sede Vacante MMV |                                    |                                    |                                    |                                    |                                    |                                    |                                    |                                    |                                         |                                    |                                    |
| | Divisionali FDC                    | Divisionali FS                     | Circolanti Coincard                | € 0,01                             | € 0,02                             | € 0,05                             | € 0,10                             | € 0,20                             | € 0,50                                  | € 1,00                             | € 2,00                             |
| 2005 | 60.000                             | 0                                  | Circolanti                         | *                                  | *                                  | *                                  | *                                  | *                                  | *                                       | *                                  | *                                  |
| Monetazione Papa Benedetto XVI |                                    |                                    |                                    |                                    |                                    |                                    |                                    |                                    |                                         |                                    |                                    |
| | Divisionali FDC                    | Divisionali FS                     | Circolanti Coincard                | € 0,01                             | € 0,02                             | € 0,05                             | € 0,10                             | € 0,20                             | € 0,50                                  | € 1,00                             | € 2,00                             |
| 2006 | 85.000                             | 16.000                             | Circolanti                         | *                                  | *                                  | *                                  | *                                  | *                                  | *                                       | *                                  | *                                  |
| 2007 | 85.000                             | 16.000                             | Circolanti                         | *                                  | *                                  | *                                  | *                                  | *                                  | *                                       | *                                  | *                                  |
| 2008 | 85.000                             | 16.000                             | Circolanti                         | 6.400 (**)                         | 6.400 (**)                         | 6.400 (**)                         | 6.400 (**)                         | 6.400 (**)                         | 6.400 (**)                              | 6.400 (**)                         | 6.400 (**)                         |
| 2009 | 85.000                             | 15.000                             | Circolanti                         | 6.400 (**)                         | 6.400 (**)                         | 6.400 (**)                         | 6.400 (**)                         | 6.400 (**)                         | 6.400 (**)                              | 6.400 (**)                         | 6.400 (**)                         |
| 2010 | 94.000                             | 14.700 300                         | Circolanti                         | *                                  | *                                  | *                                  | *                                  | *                                  | 2.190.704                               | *                                  | *                                  |
| 2010 | 94.000                             | 14.700 300                         | Coincard                           | /                                  | /                                  | /                                  | /                                  | /                                  | 120.000                                 | /                                  | /                                  |
| 2011 | 94.000                             | 14.700 300                         | Circolanti                         | *                                  | *                                  | *                                  | *                                  | *                                  | 2.174.197                               | *                                  | *                                  |
| 2011 | 94.000                             | 14.700 300                         | Coincard                           | /                                  | /                                  | /                                  | /                                  | /                                  | 100.000 120.000                         | /                                  | /                                  |
| 2012 | 85.000                             | 13.000 2.000                       | Circolanti                         | *                                  | *                                  | *                                  | *                                  | *                                  | 1.604.690                               | *                                  | *                                  |
| 2012 | 85.000                             | 13.000 2.000                       | Coincard                           | /                                  | /                                  | /                                  | /                                  | /                                  | 70.000 70.000                           | /                                  | /                                  |
| 2013 | 85.000                             | 11000 2.000                        | Circolanti                         | *                                  | *                                  | *                                  | *                                  | *                                  | 1.941.484                               | *                                  | *                                  |
| 2013 | 85.000                             | 11000 2.000                        | Coincard                           | /                                  | /                                  | /                                  | /                                  | /                                  | 70.000 35.000                           | /                                  | /                                  |
| Monetazione Papa Francesco |                                    |                                    |                                    |                                    |                                    |                                    |                                    |                                    |                                         |                                    |                                    |
| | Divisionali FDC                    | Divisionali FS                     | Circolanti Coincard                | € 0,01                             | € 0,02                             | € 0,05                             | € 0,10                             | € 0,20                             | € 0,50                                  | € 1,00                             | € 2,00                             |
| 2014 | 88.000                             | 8.000 2.000                        | Circolanti                         | *                                  | *                                  | *                                  | *                                  | *                                  | 1.488.376                               | *                                  | *                                  |
| 2014 | 88.000                             | 8.000 2.000                        | Coincard                           | /                                  | /                                  | /                                  | /                                  | /                                  | 70.000 70.000                           | /                                  | /                                  |
| 2015 | 88.000                             | 10.000 2.000                       | Circolanti                         | *                                  | *                                  | *                                  | *                                  | *                                  | 2.021.682                               | *                                  | *                                  |
| 2015 | 88.000                             | 10.000 2.000                       | Coincard                           | /                                  | /                                  | /                                  | /                                  | /                                  | 70.000 15.000 x 4                       | /                                  | /                                  |
| 2016 | 70.000                             | 8.500 1.500                        | Circolanti                         | *                                  | *                                  | *                                  | *                                  | *                                  | 2.207.676                               | *                                  | *                                  |
| 2016 | 70.000                             | 8.500 1.500                        | Coincard                           | /                                  | /                                  | /                                  | /                                  | /                                  | 60.000 15.000 x 4                       | /                                  | /                                  |
| Monetazione Stemma di Papa Francesco |                                    |                                    |                                    |                                    |                                    |                                    |                                    |                                    |                                         |                                    |                                    |
| | Divisionali FDC                    | Divisionali FS                     | Circolanti Coincard                | € 0,01                             | € 0,02                             | € 0,05                             | € 0,10                             | € 0,20                             | € 0,50                                  | € 1,00                             | € 2,00                             |
| 2017 | 70.000                             | 8.500 1.500                        | Circolanti                         | *                                  | *                                  | *                                  | *                                  | *                                  | 2.132.411                               | *                                  | *                                  |
| 2017 | 70.000                             | 8.500 1.500                        | Coincard                           | /                                  | /                                  | /                                  | /                                  | /                                  | 60.000 15.000 x 4                       | /                                  | /                                  |
| 2018 | 60.000 10.000                      | 8.500 1.430                        | Circolanti                         | *                                  | *                                  | *                                  | *                                  | *                                  | 2.147.169                               | *                                  | *                                  |
| 2018 | 60.000 10.000                      | 8.500 1.430                        | Coincard                           | /                                  | /                                  | /                                  | /                                  | /                                  | 60.000 15.000 x 4                       | /                                  | /                                  |
| 2019 | 52.000 13.000                      | 8.500 1.430                        | Circolanti                         | *                                  | *                                  | *                                  | *                                  | *                                  | 2.157.248                               | *                                  | *                                  |
| 2019 | 52.000 13.000                      | 8.500 1.430                        | Coincard                           | /                                  | /                                  | /                                  | /                                  | /                                  | 60.000 15.000 x 4 18.000 x 4 12.000 x 2 | /                                  | /                                  |
| 2020 | 35.000 8.000                       | 7.000 1.000                        | Circolanti                         | *                                  | *                                  | *                                  | *                                  | *                                  | 1.816.540                               | *                                  | *                                  |
| 2020 | 35.000 8.000                       | 7.000 1.000                        | Coincard                           | /                                  | /                                  | /                                  | /                                  | /                                  | 60.000 18.000 x 4                       | /                                  | /                                  |
| 2021 | 37.000 8.000                       | 4.500 800                          | Circolanti                         | *                                  | *                                  | *                                  | *                                  | *                                  | 1.647.133                               | *                                  | *                                  |
| 2021 | 37.000 8.000                       | 4.500 800                          | Coincard                           | /                                  | /                                  | /                                  | /                                  | /                                  | 25.000 15.000 x 4                       | /                                  | /                                  |
| 2022 | 37.000 8.000                       | 4.000 800                          | Circolanti                         | *                                  | *                                  | *                                  | *                                  | *                                  | 1.896.411                               | *                                  | *                                  |
| 2022 | 37.000 8.000                       | 4.000 800                          | Coincard                           | /                                  | /                                  | /                                  | /                                  | /                                  | 25.000 15.000 x 4                       | 80.000                             | /                                  |
| 2023 | 37.000 8.000                       | 4.000 800                          | Circolanti                         | *                                  | *                                  | *                                  | *                                  | *                                  | 1.869.916                               | *                                  | *                                  |
| 2023 | 37.000 8.000                       | 4.000 800                          | Coincard                           | /                                  | /                                  | /                                  | /                                  | /                                  | 35.000 15.000 x 4                       | 80.000                             | /                                  |
| 2024 | 25.000 8.000                       | 4.000 800                          | Circolanti                         | *                                  | *                                  | *                                  | *                                  | *                                  | ?                                       | *                                  | *                                  |
| 2024 | 25.000 8.000                       | 4.000 800                          | Coincard                           | /                                  | /                                  | /                                  | /                                  | /                                  | 35.000 ?                                | 80.000                             | /                                  |
| / = non emessa, ? = finora sconosciuto, * = emessa solo nelle divisionali ufficiali, (*) Contenute negli starter kit, (**) Emesse in una busta regalata ai dipendenti del Vaticano |                                    |                                    |                                    |                                    |                                    |                                    |                                    |                                    |                                         |                                    |                                    |

## 2 euro commemorativi
Lo stato di Città del Vaticano conia ogni anno due monete da 2 euro commemorative. Nel periodo 2004-2015 la moneta emessa era soltanto una (con l'esclusione del 2013, anno in cui è stata coniata anche una moneta da 2 euro per la sede vacante). Dal 2016 le emissioni sono divenute due. Queste emissioni sono rivolte esclusivamente ai collezionisti.
Non facendo parte dell'Unione europea, il Vaticano non partecipa alle emissioni comuni.
| Immagine | Anno | Tema                                                                        | Tiratura | Emissione        | Incisore                            |
| -------- | ---- | --------------------------------------------------------------------------- | -------- | ---------------- | ----------------------------------- |
|          | 2004 | 75º anniversario della fondazione della Città del Vaticano                  | 85.000   | 15 dicembre 2004 | Luciana De Simoni                   |
|          | 2005 | Giornata mondiale della gioventù 2005                                       | 100.000  | 6 dicembre 2005  | Ettore Lorenzo Frapiccini           |
|          | 2006 | 500º anniversario dell'istituzione della Guardia svizzera pontificia        | 100.000  | 9 novembre 2006  | Maria Carmela Colaneri              |
|          | 2007 | 80º compleanno di Papa Benedetto XVI                                        | 100.000  | 23 ottobre 2007  | Maria Carmela Colaneri              |
|          | 2008 | Anno paolino                                                                | 106.084  | 16 ottobre 2008  | Luciana De Simoni                   |
|          | 2009 | Anno internazionale dell'astronomia                                         | 106.084  | 18 novembre 2009 | Maria Carmela Colaneri              |
|          | 2010 | Anno sacerdotale                                                            | 111.000  | 12 ottobre 2010  | Ettore Lorenzo Frapiccini           |
|          | 2011 | Giornata mondiale della gioventù 2011                                       | 115.000  | 18 ottobre 2011  | Maria Carmela Colaneri              |
|          | 2012 | VII Incontro mondiale delle famiglie                                        | 103.000  | 16 ottobre 2012  | Luciana De Simoni                   |
|          | 2013 | Sede vacante MMXIII                                                         | 125.000  | 3 giugno 2013    | Maria Carmela Colaneri              |
|          | 2013 | Giornata mondiale della gioventù 2013                                       | 115.000  | 15 ottobre 2013  | Roberto Mauri                       |
|          | 2014 | 25º anniversario della caduta del Muro di Berlino                           | 104.000  | 14 ottobre 2014  | Gabriella Titotto                   |
|          | 2015 | VIII Incontro mondiale delle famiglie                                       | 114.000  | 6 ottobre 2015   | Ettore Lorenzo Frapiccini           |
|          | 2016 | 200º anniversario della Gendarmeria Vaticana                                | 98.000   | 2 giugno 2016    | Daniela Longo                       |
|          | 2016 | Giubileo straordinario della misericordia                                   | 98.000   | 13 ottobre 2016  | Mariangela Crisciotti               |
|          | 2017 | 1950º anniversario del martirio dei Santi Pietro e Paolo                    | 98.000   | 1º giugno 2017   | Silvia Petrassi                     |
|          | 2017 | 100º anniversario delle apparizioni della Madonna di Fátima                 | 98.000   | 5 ottobre 2017   | Silvia Petrassi                     |
|          | 2018 | Anno europeo del patrimonio culturale                                       | 94.000   | 1º giugno 2018   | Claudia Momoni                      |
|          | 2018 | 50º anniversario della morte di Padre Pio                                   | 94.000   | 4 ottobre 2018   | Valerio de Seta                     |
|          | 2019 | 90º anniversario dello Stato della Città del Vaticano                       | 84.000   | 7 maggio 2019    | Maria Angela Cassol                 |
|          | 2019 | 25º anniversario del Restauro della Cappella Sistina                        | 83.000   | 1º ottobre 2019  | Annalisa Masini                     |
|          | 2020 | 100º anniversario della nascita di Giovanni Paolo II                        | 101.000  | 23 giugno 2020   | Maria Angela Cassol                 |
|          | 2020 | 500º anniversario della morte di Raffaello Sanzio                           | 67.000   | 16 ottobre 2020  | Daniela Longo                       |
|          | 2021 | 450º anniversario della nascita di Michelangelo Merisi, detto il Caravaggio | 69.000   | 25 giugno 2021   | Uliana Pernazza                     |
|          | 2021 | 700º anniversario della morte di Dante Alighieri                            | 69.000   | 26 ottobre 2021  | Annalisa Masini                     |
|          | 2022 | 25º anniversario della morte di Madre Teresa di Calcutta                    | 67.000   | 6 settembre 2022 | Orietta Rossi                       |
|          | 2022 | 125º anniversario della nascita di papa Paolo VI                            | 67.000   | 6 settembre 2022 | Daniela Longo                       |
|          | 2023 | 500º anniversario della scomparsa del Perugino                              | 82.500   | 20 giugno 2023   | Daniela Fusco e Annalisa Masini     |
|          | 2023 | 150º anniversario della scomparsa di Alessandro Manzoni                     | 82.500   | 27 ottobre 2023  | Gabriella Titotto                   |
|          | 2024 | 750º anniversario della scomparsa di Tommaso d'Aquino                       | 76.900   | 3 luglio 2024    | Annalisa Masini e Loredana Pancotto |
|          | 2024 | 150º anniversario della nascita di Guglielmo Marconi                        | 76.900   | 12 novembre 2024 | Loredana Pancotto                   |